# Kémo (rivière)
Pour les articles homonymes, voir Kémo.
La Kémo est une rivière de République centrafricaine, affluent de la rivière Oubangui, donc un sous-affluent du fleuve Congo.

## Géographie
La Kémo longue d’une dizaine de kilomètres, est constituée de la réunion de la Tomi et de la Kouma, elle rejoint l’Oubangui au niveau du poste de Possel.